# Karin Albustin
Karin Albustin (* nach 1968) ist eine österreichische Tischtennisspielerin. Sie nahm an mindestens drei Europa- und mindestens zwei Weltmeisterschaften teil.

## Werdegang
Karin Albustin spielte bei dem österreichischen Verein SV Schwechat. Bei den nationalen Meisterschaften siegte sie 1994 und 1997 im Mixed mit Werner Schlager. Im Doppel wurde sie viermal Meister, nämlich 1992 mit Barbara Wiltsche sowie 1994, 1995 und 1999 mit Michaela Zillner. 1995 stand sie im Endspiel des Einzels.
Karin Albustin vertrat Österreich bei den Europameisterschaften 1992, 1994 und 1996 sowie bei den Weltmeisterschaften 1995 und 1997, kam dabei aber nie in die Nähe von Medaillenrängen.